# Unabhängiger Kontrollrat
Der Unabhängige Kontrollrat (UKRat) ist eine oberste Bundesbehörde in Deutschland und als unabhängiges Organ der Kontrolle der technischen Aufklärung des Bundesnachrichtendienstes (BND) nur dem Gesetz unterworfen (§ 41 Abs. 1 BNDG). Dienstsitze sind Berlin und Pullach (§ 41 Abs. 6 BNDG). Er gliedert sich in ein gerichtsähnliches und ein administratives Kontrollorgan.

## Aufgaben

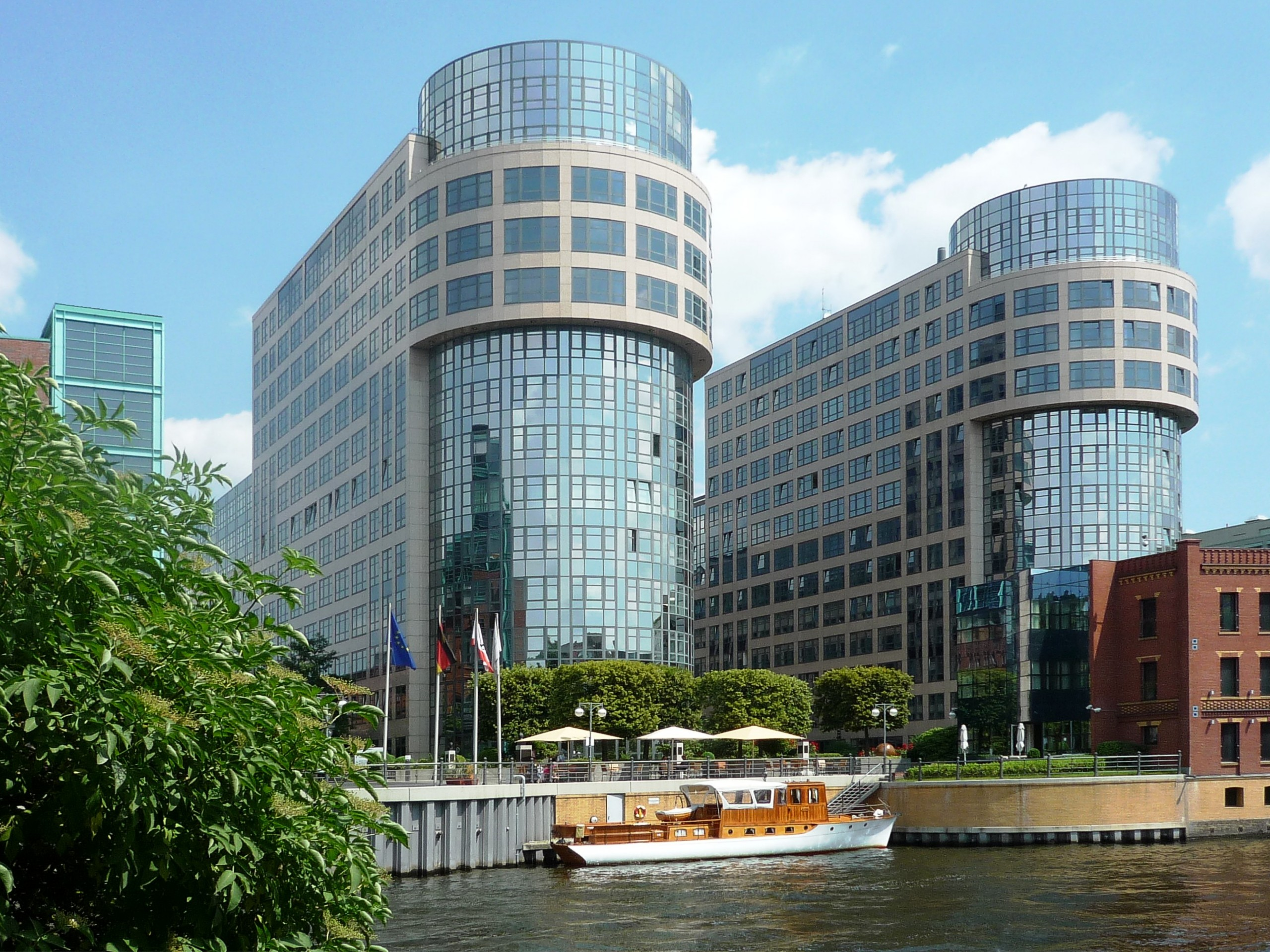
Ehemaliger Dienstsitz des BMI in Berlin, in das der UKRat nach Beschluss von 2023 einzieht

Der Unabhängige Kontrollrat prüft seit dem 1. Januar 2022 die Rechtmäßigkeit der Anordnungen von strategischen Aufklärungsmaßnahmen und der gezielten Datenerhebung vor deren Vollzug (§ 23 Abs. 4 S. 1; Abs. 7 S. 1 BNDG neu).
Der Unabhängige Kontrollrat ist bei der Erfüllung seiner Aufgaben und bei der Ausübung seiner Befugnisse unabhängig und nicht an Weisungen gebunden (§ 41 Abs. 2 BNDG).
Die Rechtskontrolle wird als gerichtsähnliche Rechtskontrolle durch das gerichtsähnliche Kontrollorgan und administrative Rechtskontrolle durch das administrative Kontrollorgan ausgeübt (§ 40 Abs. 2 BNDG neu). Dabei wird das gerichtsähnliche Kontrollorgan vor allem im Vorfeld der technischen Aufklärung des BND tätig, wohingegen das administrative Kontrollorgan Sachverhalte nachträglich prüft.

## Tätigkeit
2023 legte der Unabhängige Kontrollrat dem Parlamentarischen Kontrollgremium erstmals einen geheimen Tätigkeitsbericht vor. Demnach waren 120 der 121 vom BND beantragten Überwachungsmaßnahmen rechtmäßig. Nur bei einer Maßnahme hatte der Kontrollrat Bedenken, weil es sich um eine inländische juristische Person handelte, für die es eine Lücke im BND-Gesetz gibt. Stattdessen konnte die Überwachung durch die Benennung einzelner natürlicher Personen erfolgen. 54 Prozent der vom BND beantragten Überwachungsmaßnahmen betrafen die strategische Aufklärung, 40 Prozent Einzelpersonen und sechs Prozent sogenannte qualifizierte Überwachungsmaßnahmen.

## Mitglieder
Der Unabhängige Kontrollrat wird von einem Präsidenten geleitet, der die Behörde nach außen vertritt, die Verwaltung des Unabhängigen Kontrollrates leitet und die Dienstaufsicht ausübt (§ 41 Abs. 2 BNDG). Er trägt die Amtsbezeichnung „Präsident des Unabhängigen Kontrollrates“ (§ 48 Abs. 1 S. 1 BNDG). Daneben gibt es einen Vizepräsidenten als Stellvertreter (§ 48 Abs. 1 S. 2 BNDG). Das Parlamentarische Kontrollgremium hat am 21. Mai 2021 Josef Hoch zum Präsidenten und Till Oliver Rothfuß zum Vizepräsidenten und als weitere Mitglieder Elisabeth Steiner, Christian Tombrink und Dietlind Weinland gewählt. Der Bundespräsident hat am 8. Juni 2021 Josef Hoch zum Präsidenten ernannt. Am 23. Juni 2021 hat das Parlamentarische Kontrollgremium Johanna Schmidt-Räntsch zum noch fehlenden sechsten Mitglied des gerichtsähnlichen Kontrollorgans gewählt. Am 1. September 2021 wurden Till Oliver Rothfuß zum Vizepräsidenten und die übrigen Mitglieder des gerichtsähnlichen Kontrollorgans des Unabhängigen Kontrollrats zu Kontrollbeauftragten ernannt. Vizepräsident Till Oliver Rothfuß und Kontrollbeauftragte Elisabeth Steiner sind seit dem 1. April 2024 wieder beim Bundesverwaltungsgericht tätig. Zusätzliche Kontrollbeauftragte und eine neue Vizepräsidentin oder ein neuer Vizepräsident sind bislang nicht gewählt worden. Die Mitglieder des gerichtsähnlichen Kontrollorgans stehen in einem Beamtenverhältnis auf Zeit (§ 44 Abs. 1 S. 1 BNDG).
Das administrative Kontrollorgan untersteht einem Leiter, der über die Befähigung zum Richteramt verfügt, in einem Beamtenverhältnis zum Bund steht, dem ein Amt der Besoldungsgruppe B 6 übertragen wird, der die Amtsbezeichnung Leiter des administrativen Kontrollorgans führt und den Weisungen des Präsidenten UKRat unterliegt (§ 50 BNDG).

## Geschichte
Die Errichtung des Unabhängigen Kontrollrats erfolgte rechtlich am 22. April 2021 mit Inkrafttreten von Teilen des Gesetzes zur Änderung des BND-Gesetzes zur Umsetzung der Vorgaben des Bundesverfassungsgerichts sowie des Bundesverwaltungsgerichts. Seine Aufgaben übernahm er zum 1. Januar 2022. Bis zum Ablauf des Jahres 2021 war das Unabhängige Gremium mit der Kontrolle der Rechtmäßigkeit und Notwendigkeit der Ausland-Ausland-Fernmeldeaufklärung des Bundesnachrichtendienstes betraut.
Anfang 2023 wurde beschlossen, dass der Unabhängige Kontrollrat in ein hufeisenförmiges Gebäude im Spree-Bogen in Berlin-Moabit ziehen soll. Das Gebäude wurde von 1999 bis 2015 vom Bundesministerium des Innern genutzt, weshalb dort noch abhörsichere Räume vorhanden sind.

## Sonstiges
Im Bundeshaushalt sind für den Unabhängigen Kontrollrat 45 Planstellen für Beamte ausgewiesen, davon 11 der Besoldungsordnung B, 16 im höheren Dienst der Besoldungsordnung A, 14 im gehobenen Dienst und 4 im mittleren Dienst. Hinzu kommen 16 Stellen für Arbeitnehmer der Entgeltgruppen 4 bis 12 nach TVöD.
Das Haushaltsoll 2023 betrug 12,438 Millionen Euro. Der Haushalt ist in Einzelplan 22 des Bundeshaushalts geregelt.
Der Unabhängige Kontrollrat unterliegt der Prüfung der Haushalts- und Wirtschaftsführung durch den Bundesrechnungshof, soweit hierdurch seine Unabhängigkeit nicht beeinträchtigt wird (§ 41 Abs. 4 BNDG).
Der Unabhängige Kontrollrat hat sich nach Anhörung des Bundeskanzleramtes eine Geschäftsordnung und eine Verfahrensordnung gegeben. Belangen des Geheimschutzes des Bundesnachrichtendienstes hat er Rechnung zu tragen. Die Geschäftsordnung bedarf der Zustimmung des Parlamentarischen Kontrollgremiums; die Verfahrensordnung wurde dem Parlamentarischen Kontrollgremium zur Kenntnisnahme übermittelt.
Im Zuge der Umsetzung der Entscheidung des Bundesverfassungsgerichts vom 28. September 2022 sollen die Vorschriften über den Unabhängigen Kontrollrat aus dem BND-Gesetz herausgelöst und in ein Gesetz über den Unabhängigen Kontrollrat überführt werden.